# Đại hội Thể thao Viễn Đông

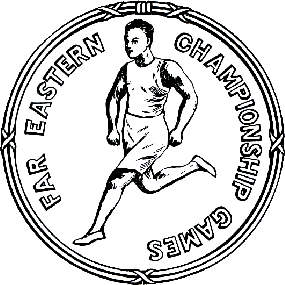
Logo Đại hội Thể thao Viễn Đông

Đại hội Thể thao Viễn Đông là một sự kiện thể thao châu Á được coi là tiền thân của Đại hội Thể thao châu Á.

## Lịch sử

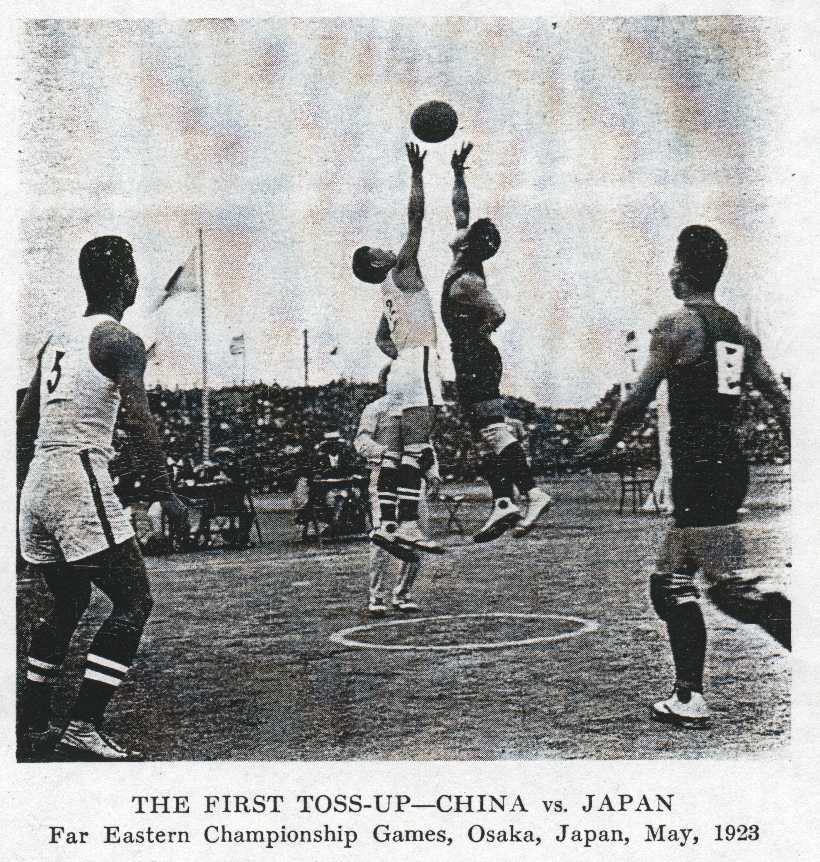
Đại hội Thể thao Viễn Đông 1923

| Năm  | Đại hội | Đăng cai       |
| ---- | ------- | -------------- |
| 1913 | I       | Manila         |
| 1915 | II      | Shanghai       |
| 1917 | III     | Tokyo          |
| 1919 | IV      | Manila         |
| 1921 | V       | Shanghai       |
| 1923 | VI      | Osaka          |
| 1925 | VII     | Manila         |
| 1927 | VIII    | Shanghai       |
| 1930 | IX      | Tokyo          |
| 1934 | X       | Manila         |
| 1938 | XI      | Osaka (hủy bỏ) |